# Peter van Gestel
Peter van Gestel est un écrivain et un scénariste néerlandais né le 3 août 1937 à Amsterdam et mort dans la même ville le 1er mars 2019. Il est auteur de littérature d'enfance et de jeunesse.

## Biographie
Peter van Gestel étudie pour faire du théâtre radiophonique. En plus d'être acteur, il commence à écrire comme scénariste et dramaturge pour la Nederlandse Christelijke Radio Vereniging. Il travaille entre autres pour la série télévisée Het wassende water (1986).
Il reçoit un prix littéraire, le Reina Prinsen Geerligsprijs, pour son premier livre en 1961. Il commence à écrire des récits pour enfants dans de grands titres de presse, d'abord Vrij Nederland puis Het Parool.
L'œuvre qui a reçu le plus de prix reste Marike et la forêt hantée (1997), inspiré d'un miracle du XVIe siècle, Mariken van Nieumeghen . Ce roman devient un film en 2000, avec Laurien Van den Broeck dans le rôle-titre, Willeke van Ammelrooy et Kim van Kooten.
L'hiver où j'ai grandi (2000) gagne à nouveau de nombreux prix. Pour l'ensemble de son œuvre, Peter van Gestel reçoit le Theo Thijssenprijs en 2006.

## Œuvres traduites
- Marike et la forêt hantée (Mariken, 1997), Paris, Gallimard jeunesse, 2011.
- L'hiver où j'ai grandi (Winterijs, 2000), Paris, Gallimard jeunesse, 2009.